# Stenotarsus picticollis
Stenotarsus picticollis es una especie de coleóptero de la familia Endomychidae.

## Distribución geográfica
Habita en Australia.